# Lenore Ulric

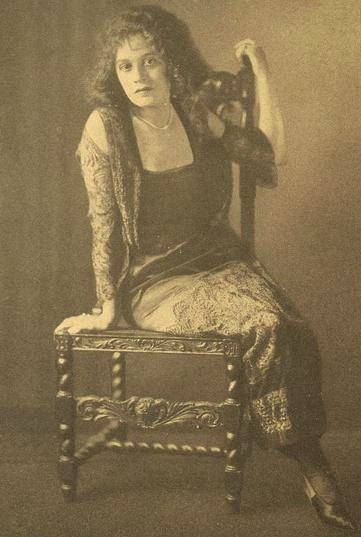
Dans la pièce The Son-Daughter (1920)

Lenore Ulric (parfois créditée Lenore Ulrich, son nom de naissance) est une actrice américaine, née le 21 juillet 1892 à New Ulm (Minnesota), morte le 30 décembre 1970 à Orangeburg (État de New York).

## Biographie
Au théâtre, où elle mène l'essentiel de sa carrière, Lenore Ulric débute à Broadway (New York) en 1912, dans une pièce qu'elle joue par ailleurs en tournée, L'Oiseau de paradis (qui sera adaptée sous le même titre à l'écran en 1932 puis en 1951), aux côtés de Lewis Stone. Repérée par le producteur David Belasco en 1915, elle joue régulièrement sur les planches new-yorkaises jusqu'en 1933 (notamment dans plusieurs productions de Belasco). Ultérieurement, elle ne revient que deux fois à Broadway, dans The Fifth Column d'Ernest Hemingway (son unique pièce) en 1940, et enfin dans Antoine et Cléopâtre de William Shakespeare en 1947-1948 (avec le jeune Charlton Heston, entre autres).
Au cinéma, Lenore Ulric contribue d'abord à neuf films muets entre 1911 et 1923 ; le dernier est Tiger Rose de Sidney Franklin, avec Forrest Stanley, où elle reprend le rôle-titre qu'elle avait créé à Broadway en 1917-1918, dans la pièce éponyme. Accaparée par le théâtre, elle ne revient au grand écran qu'à l'occasion de sept autres films américains, disséminés de 1929 à 1947. Un de ses rôles les plus connus est celui d’Olympe dans Le Roman de Marguerite Gautier de George Cukor (1936, avec Greta Garbo et Robert Taylor).

## Théâtre (à Broadway)
- 1912 : L'Oiseau de paradis (Bird of Paradise) de (et mise en scène par) Richard Walton Tully, avec Theodore Roberts, Lewis Stone
- 1915 : The Mark of the Beast de Georgia Earle et Fanny Cannon
- 1916 : The Heart of Wetona de George Scarborough, produite par Charles Frohman et David Belasco, avec Lowell Sherman
- 1917-1918 : Tiger Rose de Willard Mack, produite par David Belasco, avec Pedro de Cordoba
- 1919-1920 : The Son-Daughter de George Scarborough et David Belasco, produite par David Belasco, avec Edmund Lowe
- 1921-1922 : Kiki d'André Picard, adaptée et produite par David Belasco, avec Thomas Mitchell, Sidney Toler
- 1924-1925 : The Harem, produite par David Belasco, adaptation d'Avery Hopwood, d'après le roman d'Ernest Vajda
- 1926 : Lulu Belle d'Edward Sheldon et Charles MacArthur, produite par David Belasco, avec Henry Hull
- 1928-1929 : Mima, produite, mise en scène et adaptée par David Belasco, d'après le roman The Red Mill de Ferenc Molnár, avec Sidney Blackmer[1]
- 1930-1931 : Pagan Lady de William Du Bois, avec Franchot Tone
- 1931-1932 : The Social Register de (et mise en scène par) Anita Loos et John Emerson, avec Sidney Blackmer, Marcel Journet
- 1932 : Nona de Gladys Unger, avec Russell Hicks, Millard Mitchell, Oscar Polk
- 1933 : La Dernière Offensive de Napoléon (Her Man of Wax) de Walter Hasenclever, adaptation de Julian F. Thompson, mise en scène d'Arthur Lubin, avec Lloyd Corrigan, Moroni Olsen, Carl Benton Reid
- 1940 : The Fifth Column d'Ernest Hemingway, adaptation de Benjamin Glazer, mise en scène de Lee Strasberg, avec Lee J. Cobb, Henry Levin, Franchot Tone
- 1947-1948 : Antoine et Cléopâtre (Antony and Cleopatra) de William Shakespeare, produite par Katharine Cornell, avec Charlton Heston, Ivan Simpson, Kent Smith, Maureen Stapleton, Eli Wallach, Joseph Wiseman, Katharine Cornell

## Filmographie complète

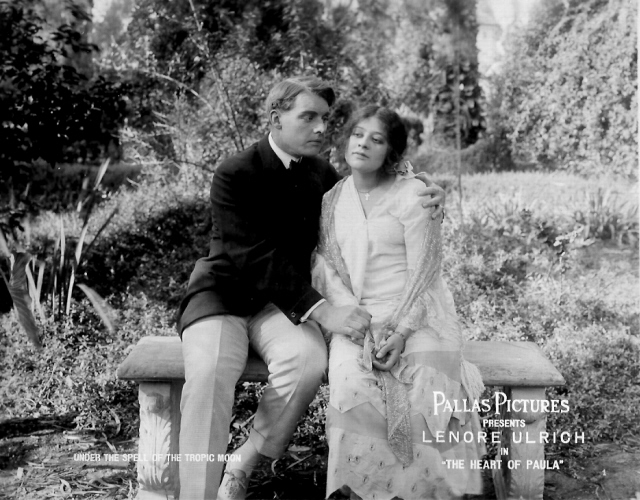
Avec Forrest Stanley, dans le film The Heart of Paula (1916)

- 1911 : The First Man (court métrage ; réalisateur non-spécifié)
- 1911 : A Polished Burglar (court métrage : réalisateur non-spécifié)
- 1915 : Kilmeny d'Oscar Apfel
- 1915 : The Better Woman de Joseph A. Golden
- 1916 : The Heart of Paula de Julia Crawford Ivers et William Desmond Taylor
- 1916 : The Road to Love de Scott Sidney
- 1916 : The Intrigue de Frank Lloyd
- 1917 : Her Own People de Scott Sidney
- 1923 : Tiger Rose de Sidney Franklin
- 1929 : L'Iceberg vengeur (Frozen Justice) d'Allan Dwan
- 1929 : South Sea Rose d'Allan Dwan
- 1936 : Le Roman de Marguerite Gautier (Camille) de George Cukor
- 1946 : Two Smart People de Jules Dassin
- 1946 : Tentation (en) (Temptation) d'Irving Pichel
- 1946 : Les Enchaînés (Notorious) d'Alfred Hitchcock
- 1947 : Poste avancé (Northwest Outpost) d'Allan Dwan

## Note
1. ↑  Sidney Blackmer est marié à Lenore Ulric de 1928 à 1939 (divorce).